# Liste der Baudenkmale in Berge (Niedersachsen)
In der Liste der Baudenkmale in Berge (Niedersachsen) sind alle Baudenkmale der niedersächsischen Gemeinde Berge aufgelistet. Die Quelle der Baudenkmale ist der Denkmalatlas Niedersachsen. Der Stand der Liste ist der 6. September 2022.
Der Denkmalatlas ist in diesem Bereich noch nicht vollständig und wird in Zukunft weiter ausgebaut.

## Allgemein
In den Spalten befinden sich folgende Informationen:
- Lage: die Adresse des Baudenkmales und die geographischen Koordinaten. Kartenansicht, um Koordinaten zu setzen. In der Kartenansicht sind Baudenkmale ohne Koordinaten mit einem roten Marker dargestellt und können in der Karte gesetzt werden. Baudenkmale ohne Bild sind mit einem blauen Marker gekennzeichnet, Baudenkmale mit Bild mit einem grünen Marker.
- Bezeichnung: Bezeichnung des Baudenkmales
- Beschreibung: die Beschreibung des Baudenkmales. Unter § 3 Abs. 2 NDSchG werden Einzeldenkmale und unter § 3 Abs. 3 NDSchG Gruppen baulicher Anlagen und deren Bestandteile ausgewiesen.
- ID: die Objekt-ID des Baudenkmales
- Bild: ein Bild des Baudenkmales, ggf. zusätzlich mit einem Link zu weiteren Fotos des Baudenkmals im Medienarchiv Wikimedia Commons. Wenn man auf das Kamerasymbol klickt, können Fotos zu Baudenkmalen aus dieser Liste hochgeladen werden:

| Lage                                  | Bezeichnung                                    | Beschreibung | ID       | Bild           |
| ------------------------------------- | ---------------------------------------------- | --- | -------- | -------------- |
| Börstel 1 52° 38′ 59″ N, 7° 41′ 41″ O | Stift Börstel (Stiftsgebäude)                  | Die sogenannte „Vierte Abtei“ nimmt die Wohnung der Äbtissin und Gemeinschaftsräume des Stifts auf. Zweigeschossiger Putzbau von sieben Achsen über Kellersockel unter Walmdach. Mittig flacher dreiachsiger Risalit, darin mittig Eingang mit Freitreppe. Putzgliederung: Quaderung, Fensterrahmungen, geschossteilendes Gesims, im OG Brüstungsgesims, Traufgesims. Erbaut 1855-1859 durch Zimmermeister Johann Heinrich Lürding. | 35468713 | Weitere Bilder |
| Börstel 2 52° 39′ 0″ N, 7° 41′ 39″ O  | Stift Börstel (Kirche)                         | Kreuzrippengewölbte Saalkirche des Stiftes Börstel von vier Jochen aus Backstein. Außen Strebepfeiler und Maßwerkfenster, auf der Südseite zweibahnige Fenster mit Vierpassbekrönung, Ostfenster dreibahnig bekrönt von drei Vierpässen. Auf dem Chor achteckiger Dachreiter. Innen Gewölbe auf Gurt- und Schildbögen, getragen von einfachen Kelchkapitellen auf Dienststummeln. Unter dem mit einer Treppe erhöhten Chor ein kryptenartiger, vom Kreuzgang zugänglicher Hallenraum von 3x3 Jochen mit Kreuzgratgewölben auf Kreuzpfeilern. In den eineinhalb (ehemals zwei) westlichen Jochen Stiftsempore (Jungfernchor), unter der Westhälfte des ersten Jochs ein vom Kreuzgang zugänglicher tonnengewölbter Raum, anschließend ein dreischiffiger Hallenraum von zwei, ehemals drei Jochen (nachträglich verkürzt), das westliche Stützenpaar Kreuzpfeiler, die beiden östlichen Säulen. Gotische Raumfassung (1963 ergänzt). Erbaut im Wesentlichen wohl 1250-1273, die Maßwerkformen jedoch auf eine etwas spätere Zeit deutend; in den Umfassungsmauern vielleicht noch vorklösterliche Bausubstanz steckend. | 35467880 | Weitere Bilder |
| Börstel 52° 39′ 1″ N, 7° 41′ 39″ O    | Stift Börstel (Ost- und Südflügel der Klausur) | Ost- und Südflügel des Kreuzgangs des Stiftes Börstel, ersterer integriert in den Ostflügel der ehemaligen Klausur („Tobenhaus“). Backsteinbau unter Satteldach. An der nördlichen Schmalseite jüngere Toreinfahrt und auf der Ostseite insgesamt vier Zugänge, drei davon rundbogig, und im rechten Teil Rundbogenfenster, im linken, zweigeschossigen Teil oben ein Rechteckfenster und unten Segmentbogenöffnungen. Genutzt bis in jüngste Zeit als Wirtschaftsgebäude, bis 1676 Wirtschaftsräume und Ställe sowie im EG Mägdekammern und im OG Schlafkammern der Laienschwestern. Der Ostflügel des Kreuzgangs aus zehn kreuzrippengewölbten Jochen, Gewölbe auf Gurtbögen und Konsolen, zum Hof spitzbogige, ehemals verglaste Maßwerkfenster (zweibahnig bekrönt von Vierpass, bis auf eins erneuert) und Strebepfeiler. Der Südflügel des Kreuzgangs entsprechend gestaltet, ehemals neun Joche, die beiden östlichen rekonstruiert, das westliche verbaut. Erbaut um 1300, Ostflügel vor allem im 17. Jh. stark umgebaut. Um 1980 Maßwerk erneuert und fehlende Joche rekonstruiert.                           | 46348164 |                |
| Börstel 3 52° 39′ 0″ N, 7° 41′ 37″ O  | Stift Börstel (Westflügel der Klausur)         | Westflügel der ehemaligen Klausur. Zweigeschossiger Backsteinbau unter steilem Satteldach mit mehreren Schleppgaupen. In beiden Giebeln Spuren von großen spitzbogigen Öffnungen, an zahlreichen Stellen der Außenmauern weitere kleinere Spitzbogenöffnungen, alle später zugesetzt und ersetzt durch rechteckige Fenster und Türen. An der Ostseite im Norden Anbau unter Schleppdach. Innen aufgeteilt in zwei Gebäude, die (alte) Abtei im südlichen und das Kapitelhaus im nördlichen Teil. Der verbaute westliche Kreuzgangflügel anhand einer durchgehenden Längswand noch nachvollziehbar. Erbaut 1512 (dendrochronologische Datierung des Dachwerks), vermutlich unter Verwendung von Bausubstanz der Zeit um 1300, im 17. Jh. umgebaut. | 46348125 | Weitere Bilder |